# Jugoslawische Eishockeyliga 1966/67
Die Saison 1966/67 war die 25. Spielzeit der jugoslawischen Eishockeyliga, der höchsten jugoslawischen Eishockeyspielklasse. Meister wurde zum insgesamt elften Mal in der Vereinsgeschichte der HK Jesenice.

## Modus
In der Hauptrunde absolvierte jede der acht Mannschaften insgesamt 14 Spiele. Der Erstplatzierte der Hauptrunde wurde Meister. Für einen Sieg erhielt jede Mannschaft zwei Punkte, bei einem Unentschieden gab es einen Punkt und bei einer Niederlage null Punkte.

## Hauptrunde

### Tabelle
|    | Klub                   | Sp | S  | U | N  | Punkte |
| -- | ---------------------- | -- | -- | - | -- | ------ |
| 1. | HK Jesenice            | 14 | 14 | 0 | 0  | 28     |
| 2. | HK Kranjska Gora       | 14 | 11 | 0 | 3  | 22     |
| 3. | KHL Medveščak Zagreb   | 14 | 10 | 1 | 3  | 21     |
| 4. | HK Olimpija Ljubljana  | 14 | 7  | 0 | 7  | 14     |
| 5. | HK Partizan Belgrad    | 14 | 6  | 0 | 8  | 12     |
| 6. | OHK Belgrad            | 14 | 3  | 1 | 10 | 7      |
| 7. | KHL Mladost Zagreb     | 14 | 3  | 0 | 11 | 6      |
| 8. | HK Roter Stern Belgrad | 14 | 1  | 0 | 13 | 2      |

Sp = Spiele, S = Siege, U = Unentschieden, N = Niederlagen